# 三匹が斬る!
『三匹が斬る!』（さんびきがきる）は、テレビ朝日で放送された時代劇シリーズ。1987年から1995年まで7作が、2002年にリニューアル版が放送された。
別々の行動をしながら旅をする3人の浪人が、違う経緯ながら毎回ひとつの事件で偶然集まり、最後は協力して悪党を斬り捨てる痛快時代劇。
時代劇と銘打ってはいるが、現代風の言葉遣いや粋なだじゃれを駆使し、コメディチックな雰囲気をかもしだしている。

## オリジナル版
いずれのシリーズも毎週木曜20:00 - 20:54に放送された。

### シリーズ一覧
第1シリーズ『三匹が斬る!』
放送日：1987年10月22日 - 1988年3月31日、全21話
三匹：矢坂平四郎、久慈慎之介、燕陣内
第2シリーズ『続・三匹が斬る!』
1988年12月1日 - 1989年5月11日、全18話
三匹：矢坂平四郎、久慈慎之介、燕陣内
第3シリーズ『続続・三匹が斬る!』
1990年1月4日 - 1990年6月28日、全19話
三匹：矢坂平四郎、久慈慎之介、燕陣内
第4シリーズ『また又・三匹が斬る!』
1991年4月11日 - 1991年10月24日、全21話
三匹：矢坂平四郎、久慈慎之介、燕陣内
第5シリーズ『新・三匹が斬る!』
1992年7月9日 - 1993年2月25日、全22話
三匹：矢坂平四郎、久慈慎之介、燕陣内
第6シリーズ「ニュー・三匹が斬る!」
放送日：1993年12月23日 - 1994年6月2日、全17話
三匹：矢坂平四郎、燕陣内、吉良右近
第7シリーズ『痛快・三匹が斬る!』
放送日：1995年4月6日 - 1995年8月31日、全19話
三匹：久慈慎之介、燕陣内、吉良右近

### 登場人物
矢坂 平四郎（やさか へいしろう）：高橋英樹
通称「殿様」。豪放磊落な性格の素浪人。温かい人柄で、さる大名の次男坊ではないかと思われている が、三匹の中で唯一正体不明である。共に旅をする面々が殿様と呼ぶことに抵抗がない様子。いかなるときでも冷静沈着、かつ大胆な決断力を持つ三匹のリーダー格。間宮林蔵と瓜二つだったことで、騒動に巻き込まれたこともあった。女性と子どもに弱く、逃げ回ることもしばしばであるが、正義感は三匹の中で最も強く、力及ばずに弱き者が悪人の謀略で命を落としてしまった場合は怒りの度合いが増し、悪人を斬り倒す際には千石より荒々しくなることも多い。
小野派一刀流や神道無念流（第2シリーズ）の使い手で、愛刀堀川国広の豪快な太刀裁きで悪党を斬り倒し、刀身をぬぐった懐紙を舞い散らせるなかで、鯉口を鳴らして刀を納めるのが定番。
第7シリーズの冒頭で、さらに大きな夢を求めてメリケンに渡る。また、第7シリーズの放送中に高橋が日本テレビの時代劇『江戸の用心棒』に出演していたため、これを受けて燕が「殿様今頃何やってるのかなぁ…」と呟くと、久慈が「江戸で用心棒でもやってんじゃないのか」と応えるというシーンがあった。
服装は基本的に着流しであるが、第1シリーズ第1話など、最初期の頃には袴を穿いていることもあった。
久慈 慎之介（くじ しんのすけ）：役所広司
通称「千石」。大藩に禄高千石で仕官する夢を持つ素浪人姿。普段は商家や武家の雇われ用心棒として生活している。薩摩国出身の九州男児らしく、曲がったことの大嫌いな性格。しかし、筋金入りの蛇嫌い。旅先で出会う女性達との恋愛も多いが、その大半は悲恋に終わっている。当初は矢坂と対立する描写が多々あったが、後に心を許す間柄となる。
示現流の使い手だが、切り結んでいる最中に相手の脇差を奪って突くなどの手段も絡め、三匹の中では最も荒々しく豪快に悪人を斬り倒す。色恋沙汰が絡んだ場合は荒々しさが増す。悪を斬り倒した後、袴で刀を拭く。愛刀は実戦刀で名高い同田貫。
第3シリーズの最終話で、実は先祖代々の職と自称する公儀隠密であることが判明する。杜撰な報告ぶりが災いして、長崎の地で、あえなくお役御免となるが、本人は公儀を抜けて素浪人となることを喜んでいる。第6シリーズの初回スペシャルで念願の仕官の道が決まるものの、主君のために友人を斬ってしまい、かねてから憧れていた侍としての生き方に疑問を持ち始める。その後、自分を見つめ直すため、第6シリーズでは初回スペシャルのみ登場で、以後は一人旅に出ている（第6シリーズ放映中に役所がフジテレビ系の時代劇『八丁堀捕物ばなし』とNHKの大河ドラマ『花の乱』に出演していたため）。そして第7シリーズの初回スペシャル冒頭において再び江戸に戻り、平四郎がメリケンに旅立った後、三匹のリーダー格となる。
燕 陣内（つばくろ じんない）：春風亭小朝
通称「たこ」（蛸）。旅先で怪しげな珍商売を思いついては、その調子の良さを武器にテキ屋商売を続ける素浪人。ただし客を逃してしまうことが多い。また、それら商売をヒロインたちに助けられることも多々ある。三匹の中のムードメーカー。「たこ」の由来は、第1シリーズ第1話での三匹の出逢いの際に「蛸の吸出し薬」を売っていたことによる。
両槍先の仕込み槍、縄、釣り竿、短筒（4連発ペッパーボックスピストル）など様々な武器を使う。戦闘中も殿様や千石に比べて怒りの描写はなく、三匹の中では情よりもどちらかというと金銭面を重要視しているように見られがちであるが、逃亡しようとする悪人の前に必ず立ち塞がるなど、悪人を許さぬ気持ちは負けていない。
第1シリーズ第16話で仇討ちの助太刀をする際に「燕陣内、32歳。」と名乗るシーンがある。
実は甲賀忍者の末裔であり、さらに第1シリーズの最終話において京都町奉行・板倉内膳正であることを明かし、町奉行職に復帰する。しかし、旅暮らしの気楽さが忘れられず、あっさりと町奉行の職を捨て、矢坂達と共に旅を続ける。
第5シリーズの最終話でお庭番にして鳥居甲斐守の娘である小百合姫（樹木希林）から逃げ遅れて捕まり結婚することになり息子の陣之介が生まれた。
第6シリーズからは陣之介を連れて旅をするようになった。
吉良 右近（きら うこん）：近藤真彦
通称「千両」（第6シリーズ）、「若殿」（第7シリーズ）。第6シリーズの初回スペシャルで初登場し新たに三匹に加わる若き素浪人。当初は江戸の高級料亭・八尾膳の借金の取立てをするため「千両」と名乗るが、第7シリーズからは「若殿」と名乗る（久慈は当初吉良を「右近」と呼んでいたが、しばしば「こ」と「ん」を入れ違えて呼んでしまうため、「若大将」「青大将」「若殿」のうちのどれで呼ばれるのがいいか尋ねたところ、吉良が「若殿」を選んだ）。もっとも劇中で「若殿」と呼ばれることは稀で、久慈からは「右近」、陣内からは「若」と呼ばれる場合がほとんどだった。
剣術は一通りの流派を会得しており、構えは「千両」と名乗っていた頃は逆手、「若殿」と名乗るようになってからは正眼。また、毎回の殺陣の際に相手の動きを読むため、必ず「お主、流派は何だ?」（「お主、何流を使う?」と言うことも）と問いかけてから、相手と同じ流派を使って斬り倒すのが定番であるのだが、聞いたことのないようなマイナーな流派や我流の使い手は苦手で、しばしば苦戦するようなこともある。
吉良上野介の子孫である（1702年の赤穂浪士討ち入り後は御家断絶となっていたが1732年に上野介の弟である東条義叔の孫である吉良義孚の代に御家再興された）が、幕臣が嫌になり、素浪人となった。以後、仕官の道が叶った久慈と入れ替わるように、三匹の仲間となる。第6シリーズでは久慈を模した姿をしているが、第7シリーズで矢坂がメリケンに旅立った後は、矢坂を意識したのか着流し姿に変わり、太刀捌きも一新されている。
お恵：杉田かおる
第1シリーズと第2シリーズの最終話（第18話）に登場。江戸・深川の風呂屋の娘だったが、ある事件で祖父が悪人に殺されたことをきっかけに、三匹に同行する。三匹達を軽くあしらう強かな性格。特に陣内とは息が合い、掛け合い漫才の様な展開を見せる。第1シリーズの最終話で、三匹達と別れ、京都で味の修行を続ける。第2シリーズの最終話で江戸に戻って居酒屋を開いている。
お千：藤代美奈子
第2シリーズに登場。京都の田舎町の庄屋の娘で、織物師になる夢を持っている。ある事件をきっかけに、旅を続けていた三匹たちと出会い、一行に加わる。武芸百般に通じており、三匹の手足となり、情報収集を行う。第2シリーズの最終回で、笠間藩主の異父妹・千鶴姫という正体が判明する。正体を明かした後は、笠間藩の家老の悪事を、三匹たちと共に防いで藩に戻り結婚する。
お蝶：長山洋子
第3シリーズから第5シリーズの第1話と第10話から第22話、第6シリーズの第1話に登場。蝶のように突如として現れ、矢坂に言い寄る神出鬼没かつ正体不明の娘。当初は「揚羽のお蝶」という名の女スリだったが、三匹達との出会いから足を洗い、以後は同行者として、共に旅を続けた。また、そのスリの技術を使って重要文章を盗むなど、かなり重要な役目を受けることも多い。第4シリーズでは、女流作家を目指し、旅の道中で起こる三匹たちの活躍を書き記していく。これがきっかけとなり、絵草紙本を出版、人気作家となる。第5シリーズでは、版元から続編を依頼され旅に出るが、道中で三匹たちと再会する。女・十返舎一九を自称し、以後三匹に同行する。第5シリーズの最終話において、棋士になると言って三匹たちに別れを告げるが、第6シリーズの第1話で三匹が江戸に戻った際には元の戯作者に戻っている。
お軽：島崎和歌子
第6シリーズで登場する女道中師。三匹とは宿場町で知り合う。陣内をライバル視しており、旅先で彼の前に現れては、商売客を奪っていく。天涯孤独の身の上らしく、陣内のいやらしい問いかけも全く意に介さない気風の良さを持つ。小ずるさでは陣内の上を行き、三匹の周りに付きまとっている。
お涼：桂木麻智
第7シリーズで登場する甲府出身の農家の娘。世の中のことをもっと知りたいと、陣内の弟子となった上に三匹の同行者となる。陣内のことを「師匠」と呼び、インチキ商売の片棒を担いだり、幼い陣之介の世話をしたりしている。
陣之介：田中祐介
第5シリーズの最終話で結婚した陣内と小百合姫との間に誕生した子供で、当初久慈に惚れていた小百合姫が、久慈の名前である「慎之介」にあやかって名付けた。まだ幼く、何も分からない年頃（第6シリーズの第1話の段階で2歳）ではあるが、父である陣内の商売を手伝うこともある。なお、陣之介を演じた田中祐介は、制作を担当した田中憲吾プロデューサーの息子である。
ナレーター：芥川隆行（第1シリーズ - 第3シリーズ）、浜村淳（第4シリーズ - 第6シリーズ）、三木のり平（第7シリーズ）
浜村は第4シリーズで顔出しの出演もしている。

## 放映リスト（サブタイトルリスト）

### 三匹が斬る!（全21話）
| 話数 | 放送日         | サブタイトル                                            | ゲスト出演者 | 視聴率 |
| ---- | -------------- | ------------------------------------------------------- | --- | ------ |
| 1    | 1987年10月22日 | 十萬両!ここが名代の浮世風呂                             | 三次：桜木健一 棒手振：オール阪神・巨人 荒巻：久富惟晴 酒井監物：山本清 弥平：中田博久 久造：岩城力也 留：岩尾正隆 店主：北見唯一 典膳：宮口二郎 軍兵衛：石橋雅史 風呂屋の客：丸平峰子 風呂屋の客：志茂山高也 麻生祐子 庄兵衛：遠藤太津朗 松兵衛：藤岡琢也 | 11.9%  |
| 2    | 10月29日       | 花一輪、雨も上がるか中山道                              | 信綱：北詰友樹 才助：奥村公延 源三：外山高士 吉田豊明 上州屋番頭：松田明 相馬剛三 太吉郎：小野隆（子役） 上州屋：中村錦司 阿波地大輔 逸見の配下：藤沢徹夫 逸見の配下：小坂和之 北野清治 福本清三 旅の夫婦：遠山金次郎 旅の夫婦：稲垣陽子 高橋弘志 逸見孫兵衛：織本順吉 清乃：松尾嘉代 | 13.3%  |
| 3    | 11月5日        | 仇打ちの、乙女も愛でよ秋花火                            | 八重：野口早苗 山田小平：下塚諒 右京：和崎俊哉 和田かつら 椿竜二 北村明男 山田良樹 松田吉博 斉藤亮太 山口奈美 兵藤左馬亮：庄司永建 警護役：多賀勝 旅籠の主：徳田興人 リーヘルト：ジョン・クーゼル 早馬役：峰蘭太郎 右京の配下：小峰隆司 江原政一 吉田信夫 右京の配下：平河正雄 稲泉智万 桑田範子 平田勘兵衛：高橋悦史                                                                                                   | 12.3%  |
| 4    | 11月12日       | 赤トンボ、花嫁行列通りゃんせ                            | 音松：福原学（子役） 鶴丸：岩戸隼人（子役） お時：佐野アツ子 乾：佐藤京一 上村：伊藤高 氏家修 桃山舞子 奔田陵 浪人：入江武敏 浪人：池田謙治 矢田：司裕介 下っ引き：小船秋夫 上野美和 三枝市之進：小沢象 刺客：長谷川哲夫 権六：江幡高志 山之内兼遠：伊庭剛 原田和彦 若君の供侍：五十嵐義弘 石井洋充 林哲夫 越坂英生 堀口の配下：平河正雄 小峰隆司 木田三千雄 戸川左衛門：北原義郎 堀口直久：中山昭二 弥助：河原崎長一郎 | 13.8%  |
| 5    | 11月19日       | 空っ風、可愛い女の恨み文字                              | 一條伴成：西田健 阿部摂津守：小林昭二 弥一：沖田さとし 藤田佳美 松平右京亮：川浪公次郎 春日：峰蘭太郎 藤森：笹木俊志 妹尾友信 浅田祐二 奈波登志子 長谷川美佳 田野由紀子 鳴尾よね子 住職：中村錦司 三星登史子 和田かつら 女郎：鈴川法子 志茂山高也 重臣：壬生新太郎 大店の主：泉好太郎 船頭：大矢敬典 清吉：江藤潤 | 13.2%  |
| 6    | 11月26日       | 鬼と呼ぶ、男に惚れて薄化粧                              | 半次郎：荒木茂 お絹：鈴鹿景子 山田：田中弘史 吉蔵：野口貴史 中塚和代 鰻屋女将：山口朱美 岡っ引き：上野秀年 弥八：福本清三 森山陽介 近江屋：有島淳平 星野美恵子 橋本の配下：木谷邦臣 牢番：藤長照夫 岡っ引き：東孝 岡っ引き：小坂和之 岡っ引き頭：宮口二郎 橋本大膳：石山律雄 早川頼母：佐竹明夫 山崎東庵：内田稔 | 10.6%  |
| 7    | 12月3日        | 勇み肌、男はご法度女人里                                | おりえ：三浦リカ お小夜：河野美地子 松岡久美 丸平峰子 美松艶子 彦坂外記：市川青虎 直八：丘路千 勝蔵の子分：谷口孝史 勝蔵の子分：細川純一 犬神の勝蔵：田中浩 鬼竜山：ストロング金剛 尾島屋：小笠原弘 番頭：芝本正 富永佳代子 作蔵：宮城幸生 役人：高並功 雲助：小坂和之 雲助：志茂山高也 小谷浩三 雲助：木下通博 おせん：赤座美代子                                                                                      | 12.1%  |
| 8    | 12月10日       | 父恋の、凧空に舞い草枕                                  | 村上源一郎：山本亘 しず：柿崎澄子 村上新太郎：伊勢将人（子役） 大黒屋：堀内一市 浪人：五味竜太郎 近江屋：溝田繁 北村光生 疋田泰盛 役人：藤沢徹夫 田辺ひとみ 盗賊：矢部義章 高見裕二 松田吉博 内蔵助：原口剛 岡田主膳：深江章喜 高倉軍兵衛：近藤洋介 | 8.3%   |
| 9    | 12月17日       | 十手旅、義賊が吹いたシャボン玉                          | 朝吉：中西良太 お糸：伊藤真奈美 倉田健 旅籠の主：山村弘三 荒本雍子 熊殺しの権八：有川正治 代官：玉生司朗 百姓：泉好太郎 真崎理 前川恵美子 諏訪裕子 藤坂有希 佐渡の十左：高品剛 神谷十三郎：高木二朗 越後屋忠兵衛：高城淳一 森あつこ 田中和子 三星東美 大谷竜一郎 渡辺慎也 城内敦史 及川潤 春藤真澄 長美佐緒 弥吉：佐藤允                                                                                                | 12.6%  |
| 10   | 12月24日       | 湯の里は、地鳴り剣鳴り腹も鳴る                          | 用心棒：中野誠也 おさよ：鈴木美司子 花岡の熊蔵：長谷川弘 熊蔵の子分：岩尾正隆 丑松：広瀬義宣 用心棒の女：久仁亮子 仁平：伊達三郎 森一 偽の腰元：鈴川法子 松村直美 旅人：大矢敬典 旅人：池田謙治 司裕介 平河正雄 番頭：壬生新太郎 おきた：宮園純子 | 15.0%  |
| 11   | 1988年1月7日   | 大逆転、絹街道の美女と悪い奴                            | 佐助：井上高志 銀蔵：吉田豊明 五十嵐：上野山功一 半助：笹木俊志 黒木の配下：木谷邦臣 手代：窪田弘和 内藤康夫 浪人：山田良樹 やくざ：小船秋夫 行商人：志茂山高也 酒屋の主人：和田昌也 島田秀雄 富永佳代子 簪屋：藤長照夫 銀蔵の子分：小峰隆司 信濃屋惣兵衛：小林勝彦 黒木弥十郎：小松方正 お袖：白都真理 | 13.6%  |
| 12   | 1月14日        | 信濃路は、鯉や鯉やで恋わずらい                          | ちはや：甲斐智枝美 高倉一馬：益岡徹 池上：中村孝雄 お銀：山口朱美 宮田圭子 別所の配下：大木晤郎 弥助：中村錦司 番頭：白川浩二郎 手代：阿波地大輔 村雨瑞賢：野口貴史 藩士：武井三二 竹本貴志 船頭：疋田泰盛 大黒屋徳兵衛：田口計 別所頼母：神山繁 | 8.4%   |
| 13   | 1月21日        | 冬椿、越すに越されぬ女郎坂                              | おみね：比企理恵 清二郎：岡野進一郎 庄屋：岩城力也 野崎：出水憲司 清吉：石倉英彦 源太：井上茂 吉井あかね 鶴：入江武敏 女郎：稲垣陽子 藤原弘美 百姓：畑中伶一 三谷真理子 甚兵衛：汐路章 三浦重正：浜田晃 良寛：石山律雄 | 14.5%  |
| 14   | 1月28日        | まぼろしの、母を訪ねて地獄旅                            | 良吉：雨笠利幸（子役） 喜平次の子分：早川研吉 仙之助：堀田真三 喜平次の子分：池田武志 夜鴉の藤兵衛：小田部通麿 旅籠の主人：有島淳平 喜平次：藤岡重慶 おせい：宮下順子 | 11.7%  |
| 15   | 2月4日         | 信玄の、亡霊見たかおしゃれ鳥                            | おさと：斉藤絵里 鬼火一族：宮口二郎 奉公人：唐沢民賢 河東けい 金子周介：芝本正 浪人：滝譲二 田中憲治 鬼火一族：武藤洋行 浪人：福本清三 五助：大矢敬典 奔田陵 小川智子 柿崎市之進/鬼火源斉：亀石征一郎 武田赤右衛門：成田三樹夫 | 11.3%  |
| 16   | 2月11日        | 二人妻、討つか討たぬか蒸発侍                            | 三枝晋八郎：横光克彦 志乃：中村明美 おりん：竹井みどり 毘沙門一家：秋間登 毘沙門一家：五十嵐義弘 毘沙門一家：谷口孝史 浪人：峰蘭太郎 客：司裕介 真崎理 父ちゃん：蓑和田良太 石塚伝蔵：勝部演之 | 11.2%  |
| 17   | 2月25日        | 人妻の、涙甘いかしょっぱいか                            | 篠塚外記：佐藤仁哉 白鳥兼継：山内としお 西條：外山高士 殿のお側近：下元年世 朝倉の側近：有川正治 師範代：木谷邦臣 役人：志茂山高也 田中和子 石井洋充 門番：窪田弘和 原田和彦 門番：平河正雄 星野美恵子 志乃：風祭ゆき 朝倉半兵衛：菅貫太郎 | 15.5%  |
| 18   | 3月3日         | 父と娘の、生き血を絞るにせ大名                          | 千鶴：丸山秀美 役人：林家珍平 松平直憲：土井健守 坂巻：きくち英一 住職：中村錦司 浪人：小峰隆司 浪人：武井三二 やくざ：池田謙治 壺振り：壬生新太郎 刀屋：泉好太郎 商人：有島淳平 柴田伸一 たなかあけみ 田辺ひとみ 神尾：睦五朗 内藤兵庫：戸浦六宏 牧野源吾衛門：土屋嘉男 | 15.2%  |
| 19   | 3月17日        | 春一番! 旗本三悪人ころし節                              | お静：神保美喜 遠山光友：長谷川初範 高橋仁 山根の配下：五十嵐義弘 加賀爪の女：鈴川法子 松村真弓 田野由紀子 浪人：入江武敏 矢部義章 猪熊大學：広瀬義宣 山根大膳：幸田宗丸 桑田範子 庄屋：疋田泰盛 富永佳代子 加藤照男 百姓：東孝 盗賊：福本清三 岡場所の主：遠山金次郎 浪人：藤沢徹夫 土屋銑十郎：本郷直樹 加賀爪龍之助：立川三貴                                                                                        | 14.0%  |
| 20   | 3月24日        | かごで行く、噂の名医は吸血鬼                            | 岩本源三：伊吹剛 梅園：原田千枝子 おみつ：米沢由香（子役） 法眼の配下：浜伸二 法眼の配下：河野実 浪人：白川浩二郎 和田倉藩主：峰蘭太郎 沢木：波多野博 寅の相棒：細川純一 寅の相棒：小船秋夫 門番：藤長照夫 樂真院法眼：山田良樹 法眼の配下：木下通博 清家三彦 お絹：一柳みる 虎蔵：和崎俊哉 | 13.7%  |
| 21   | 3月31日        | さらば三匹、満開の悪の花咲く京の都大路 スペシャル拡大枠 | 佐助：目黒祐樹 おとよ：石野陽子 綾小路の配下：笹木俊志 加藤寛治 役人：川浪公次郎 渡辺慎也 松山真由子 森山陽介 浪人：木谷邦臣 染十郎：御木本伸介 一座の女形：柴田侊彦 村上一之進：藤木悠 きわ：佐野アツ子 宮城幸生 中村錦司 矢部義章 和歌林三津江 小坂和之 泉好太郎 春藤真澄 小堀秀政：鈴木瑞穂 闇の佐太郎：高橋長英 綾小路公房：金田龍之介                                                                              | 13.4%  |

### 続・三匹が斬る!（全18話）
| 話数 | 放送日        | サブタイトル                                | ゲスト出演者 | 視聴率 |
| ---- | ------------- | ------------------------------------------- | --- | ------ |
| 1    | 1988年12月1日 | 女の砦、降るは涙か血の雨か スペシャル拡大枠 | おこう：高樹澪 五藤恭子 戸田山城守：田中浩 お常：千うらら お弓：久仁亮子 佐藤美津子 小川浩美 谷本朋代 稲葉浩子 牧野友美 桂木：笹木俊志 多賀勝 夢吉：春風亭あさり 芦屋小雁 川野杢兵衛：勝部演之 小田島梅軒：中条きよし | 21.1%  |
| 2    | 12月8日       | 雇われの、三日亭主で剣難女難!               | しの：鮎川いずみ 伊助：赤塚真人 太田監物：遠藤太津朗 松崎修理：長谷川哲夫 加幡：唐沢民賢 兵馬：伊庭剛 豊川博子 小野隆 谷口公浩 疋田泰盛 岩井田浩己 原田和彦 岡崎賢司 新島愛一郎 役人：波多野博 越坂英生 桑田範子 小島祐美 | 14.4%  |
| 3    | 12月15日      | 上様の、茶は甘いかしょっぱいか              | 雪路：甲斐智枝美 丹阿弥：戸浦六宏 丹阿弥の供侍：曽根晴美 片桐頼母：小林勝彦 谷川千八：加藤純平 夢吉：春風亭あさり 水口藩主：水上保広 丸亀藩家臣：中村錦司 丹阿弥の配下：木谷邦臣 早馬侍：五十嵐義弘 尼：星野美恵子 水口藩士：谷口孝史 水口藩士：河本忠夫 役人：志茂山高也 永井光男                                                                         | 15.1%  |
| 4    | 12月22日      | お七里の、イジメが元で不倫妻                | ぬい：山本みどり 高山伝八郎：高岡健二 高山小一郎：山本陽一 紀州藩七里役所頭：御木本伸介 菰野藩藩主：石山律雄 傘次郎：石田信之 七里役人：丘路千 蟹蔵：野口貴史 金森：大木晤郎 飛脚：福本清三 栗原敏 吾平：江藤漢 池田弘治 清家三彦 | 15.3%  |
| 5    | 1989年1月12日 | 忠犬と力丸、娘十八盗っ人稼業                | 力丸：花沢徳衛 お菊：藤奈津子 浜松屋忠兵衛/夜鴉の仁兵衛：藤岡重慶 お香：山口奈美 夢吉：春風亭あさり 浜松屋手代：高並功 用心棒：小峰隆司 森山陽介 疋田泰盛 小坂和之 日本左衛門：平河正雄 壬生新太郎 加藤寛治 竹本聡子 | 16.3%  |
| 6    | 1月19日       | 御神水、飲んで飲まれ悪徳商法                | おもん：友里千賀子 仙太：黒崎輝 捨吉：深江章喜 丑松：大木正司 権次：木谷邦臣 卯之助：木下通博 蝮の弥市：福本清三 丸平峯子 城内敦史 矢部義章 松田吉博 林哲夫 遠山金次郎 和歌林三津江 西山清孝 吉田信夫 | 17.2%  |
| 7    | 1月26日       | 黒髪の、尼に乞われて用心棒                  | 秋乃：白都真理 青山利勝/青木大門：中野誠也 安藤勘解由：織本順吉 早坂威一郎：伊吹剛 石塚刑部：井上俊一 夢吉：春風亭あさり 作蔵：河合絃司 おれん：牧野友美 石塚の配下：中嶋俊一 役人：広瀬義宣 土井軍兵衛：池田謙治 太田：白井滋郎 早坂一派：武井三二 浪人：波多野博                                                                                         | 15.0%  |
| 8    | 1989年2月9日  | 消えた夫、無礼講祭りに来た女                | お甲：松尾嘉代 おしん：竹井美佳 彌太郎：中村孝雄 大黒屋：高城淳一 竜五郎：岩尾正隆 八十島：牧冬吉 夢吉：春風亭あさり 番頭：五十嵐義弘 繁蔵：藤沢徹夫 高石太 浜田隆広 織物問屋の主人：有島淳平 司裕介 細川純一 小船秋夫 | 16.1%  |
| 9    | 2月16日       | 連発銃、昨日の友は今日の敵                  | おまち：生田智子 幸助：佐藤佑介 勘右衛門：垂水悟郎 横田：成瀬正孝 代官川原：中田浩二 夢吉：春風亭あさり 村年寄：西山辰夫 村年寄：玉生司朗 京の公家：石倉英彦 新山藩役人：木谷邦臣 川原の配下：波多野博 疋田泰盛 やくざ：小峰隆司 矢部義章 たなかあけみ 大矢敬典                                                                                            | 16.1%  |
| 10   | 2月23日       | 浜千鳥、幻の父恋しオルゴール                | 美里：北原佐和子 雪姫：甲斐えつ子 遠州屋徳兵衛：久富惟晴 出雲守：浜田晃 前島源左衛門：庄司永建 青井敏之 夢吉：春風亭あさり 神津友子 喜重：重久剛一 用心棒：笹木俊志 白井滋郎 浅田祐二 桑田範子 藤坂有希 重吉：新克利 | 18.1%  |
| 11   | 3月2日        | 獅子舞の、童が聞いた子守唄                  | おたき：佐野アツ子 太一：岩戸隼人（子役） 源爺：多々良純 日恵：遠藤征慈 吾助：山本昌平 吉兵衛：中村錦司 小柳圭子 かご屋：福本清三 森山陽介 佐藤匡 上野秀年 役人：波多野博 畑中伶一 稲泉智万 沢村杏子 良源上人：鈴木瑞穂 | 17.1%  |
| 12   | 3月9日        | さすらいの、姫君哀れ菊一輪                  | 豊子：朝比奈順子 麻子：栗田陽子 五條為貞：滝田裕介 小山田：和崎俊哉 本田忠治：山内としお 夢吉：春風亭あさり 田内伊織：入江慎也 蘭丸：笹木俊志 石川監物：川浪公次郎 旅籠の主人：宮城幸生 今出川の配下：平河正雄 萩尾藩家老：疋田泰盛 萩尾藩家臣：有島淳平 萩尾藩家臣：和田昌也 茶店の亭主：泉好太郎 質屋：遠山金次郎 愛沢良子 松村直美 今出川公久：小松方正 | 17.7%  |
| 13   | 3月16日       | 母恋の、お世継ぎ様と修羅の旅                | おつま：赤座美代子 十和：沢井孝子 立石藩主：草薙幸二郎 高見監物：小沢象 三好：石橋雅史 公儀隠密：内田勝正 初太郎：土倉有貴 国田栄弥 親分：有川正治 隠密：白井滋郎 おまさ：鈴川法子 壬生新太郎 | 17.4%  |
| 14   | 3月23日       | 人質の、母娘が送る流人舟                    | 絹江：林寛子 彦坂周次郎：大出俊 浪人：黒部進 下田奉行：中山昭二 松浪蔵人：河原さぶ 多賀勝 三笠敬子 菱田麻美 浪人：笹木俊志 役人：小峰隆司 役人：五十嵐義弘 戸田洋介：波多野博 小川浩美 永居光男 河本忠夫 矢部義章 小坂和之 西山清孝 畑中伶一 稲垣陽子 田中憲治 加藤照男 香山伊賀守：青木義朗                                                               | 20.3%  |
| 15   | 4月20日       | 箱根路は、湯煙立って鬼退治                  | 秋山小五郎：宅麻伸 お時：財前直見 梅屋：菅貫太郎 原田右京：亀石征一郎 金太：伊藤敏孝 夢吉：春風亭あさり 子分：広瀬義宣 喜助：日高久 蓑和田良太 豊川博子 五十棲典子 入江武敏 山田良樹 源次：椎谷建治 田辺ひとみ お美代：中野美穂 | 13.7%  |
| 16   | 4月27日       | 名物の、喧嘩団子が結ぶ恋                    | おたつ：春川ますみ 吉兵衛：犬塚弘 お秋：林美里 定吉：森一馬 武蔵屋久右衛門：田口計 桜井重兵衛：久富惟晴 勘助：浜伸二 夢吉：春風亭あさり 役人：木谷邦臣 入江武敏 細川純一 森山陽介 有島淳平 春藤真澄 床尾賢一 清家三彦 | 12.4%  |
| 17   | 5月4日        | 評判の、早春蘭が死を招く!                   | 長次：本郷直樹 お妙：丸山秀美 三河屋佐兵衛：田中明夫 小暮嘉納：品川隆二 仁助：出水憲司 夢吉：春風亭あさり 武井三二 岡崎賢司 疋田泰盛 丹羽藩士：木下通博 石井洋充 上野秀年 志茂山高也 衣笠由里子 和田昌也 | 9.9%   |
| 18   | 5月11日       | さらば三匹、今宵大江戸の露と消ゆ?!          | 伊達亀之助：高橋英樹 お恵：杉田かおる 沢井景隆：宮内洋 大貫勘解由：幸田宗丸 木戸帯刀：原口剛 海老名：江見俊太郎 稲葉美濃守：溝田繁 松川松右衛門：山村弘三 夢吉：春風亭あさり 木戸の配下：福本清三 高見裕二 中西美恵子 武田京子 原田和彦 藤枝政己 江原政一 滝野貴之 石田昌雄 浜田隆司 越坂英生                                                              | 17.6%  |

### 続続・三匹が斬る!（全19話）
| 話数 | 放送日       | サブタイトル                                                     | ゲスト出演者 | 視聴率 |
| ---- | ------------ | ---------------------------------------------------------------- | --- | ------ |
| 1    | 1990年1月4日 | 帰ってきた三匹!九州路 取るは天下か はたまた夢か スペシャル拡大枠 | 千鶴：梶芽衣子 伊能忠敬：財津一郎 別宮：美木良介 大河内政盛：御木本伸介 檜垣鉄太郎：和崎俊哉 山岡針康：曽根晴美 鳴門備前守：幸田宗丸 平形屋徳兵衛：田畑猛雄 青井敏之 用心棒：福本清三 勝野賢三 鳥追い女：久仁亮子 藤沢徹夫 和田昌也 富永佳代子 内藤康夫 和歌林三津江 波多野博 森山陽介 井上昭 司裕介 壬生新太郎 重見成人 太田雅之 西村正樹 鈴川法子 黒田斉清：竹脇無我 | 17.6%  |
| 2    | 1月11日      | 若君とチンと松茸、草の根分け探し出せ                             | 大西又兵衛：中野誠也 お美代：杉浦幸 犬飼典膳：田口計 岩元軍兵衛：西田良 大木晤郎 松井丈士 峰蘭太郎 志茂山高也 笹木俊志 矢部義章 曾我廼家五九郎 小柳圭子 有島淳平 床尾賢一 桑田範子 大谷竜一郎 内藤佐渡：大木実 | 17.3%  |
| 3    | 1月18日      | 酒と女と小判漬け、悪徳家老に大変身!                              | 千秋：大場久美子 矢藤民部：下元勉 大高敬之進：西村和彦 お玉：芹沢直美 竹上登之助：北原義郎 大曾根刑部：小沢象 渡辺：黒部進 鴎屋：早川雄三 宮城幸生 春藤真澄 西山清孝 柴田善行 北村明男 稲泉智万 浅田祐二 | 16.9%  |
| 4    | 1月25日      | 壺が割れ、正体見えた逃亡者                                       | 清作/篠崎清一郎：大門正明 お絹：川島美津子 壺屋宗民：堺左千夫 水野正勝：冨家規政 今井兵蔵：唐沢民賢 原田軍兵衛：きくち英一 村川忠高：岩尾正隆 役人：木谷邦臣 水野正盛：白井滋郎 真崎理 番頭：泉好太郎 佐々木竜之進：小峰隆司 上野秀年 松島ゆみこ 木村英 河合綾子 | 21.8%  |
| 5    | 2月8日       | 謎の邪馬台国! 王冠を守る霊感美女                                 | 清敬：山田吾一 豊与：渡辺千秋 俵崎源三郎：久富惟晴 源蔵：田中浩 八木隆 雨笠利幸 渡辺慎也 勝見卓也 荻野要 高橋一生 遠山金次郎 藤長照夫 川鶴晃裕 | 15.4%  |
| 6    | 2月15日      | 母しぐれ、金が仇の地獄旅                                         | お国：朝丘雪路 幸太郎：小林良平 丁字屋郷右衛門：中田浩二 伊賀山外記：小林勝彦 西念：徳田興人 鉄五郎：下元年世 十左衛門：有川正治 八木沢：川浪公次郎 西山清孝 小船秋夫 司裕介 木下通博 福永正憲 浜田隆広 奈波登志子 玉生賢司 | 20.7%  |
| 7    | 2月22日      | まぼろしの、父が恋しい夢芝居                                     | お雪：北原佐和子 中西久馬/島田龍之介：伊吹剛 岩崎九郎兵衛：内田勝正 錨屋勝兵衛：外山高士 池田純子 首藤真沙保 武田京子 林美里 増尾清美 巳之吉：福本清三 岩崎の配下：藤沢徹夫 張大人：小峰隆司 役人：疋田泰盛 岡崎賢司 河本忠夫 稲泉智万 松田吉博 加藤重樹 加藤寛治 雪川雪蔵：品川隆二                                                                                   | 19.4%  |
| 8    | 3月1日       | 二刀流、子孫は今じゃ二枚舌!                                      | お花：高部知子 妙信尼：東恵美子 宗像春斎：菅貫太郎 西海屋文左衛門：武藤英司 扇屋徳兵衛：内田稔 主膳：原口剛 三吉：森本貴 高坂：五十嵐義弘 番頭：矢部義章 浜田隆広 手代：武藤洋行 千古堂主人：有島淳平 主人：遠山金次郎 大矢敬典 小坂和之 保坂亜耶 役人：白井滋郎 池田謙治 壬生新太郎 松島ゆみこ 前川恵美子 山田良樹 玉生賢司                                           | 15.6%  |
| 9    | 3月8日       | 消えた花嫁、悪女が走る風の中                                     | お紋：山本みどり 仁助：川辺久造 三蔵：中村孝雄 豊前屋朝右衛門：山村弘三 月之介：木谷邦臣 勝野賢三 細川純一 竜崎：波多野博 疋田泰盛 司裕介 大矢敬典 | 21.6%  |
| 10   | 3月15日      | 怪盗ムツゴロウ、祭囃子を聞いて死ね!                              | 仙吉：河原崎建三 おすみ：柴山智加 長門守：西山浩司 大貫：南原宏治 大黒屋伊ヱ門：庄司永建 宮田圭子 丸平峯子 山崎：笹木俊志 志茂山高也 銀次：藤沢徹夫 司裕介 稲垣陽子 藤長照夫 稲泉智万 山田良樹 高見裕二 奔田陵 松田吉博 五藤真吾 | 16.9%  |
| 11   | 4月19日      | 女難金難、死体になって長崎非常線!                                | 本多市兵衛：鈴木瑞穂 お美津：藤奈津子 星清十郎：井上高志 おせん：桂川京子 美濃守：睦五朗 直蔵：芝本正 鳥羽勘藏：田中弘史 亭主：岩城力也 春風亭あさり お里：久仁亮子 彦六：峰蘭太郎 勇家寛子 木崎：川浪公次郎 森山陽介 町年寄：疋田泰盛 和田昌也 町年寄：遠山金次郎 吉田幸代                                                                                            | 17.6%  |
| 12   | 4月26日      | 謎の幽霊船、鬼も泣いたか島原哀歌                                 | おえい：比企理恵 橋本和彦：加藤純平 宗太郎：小鹿番 松山：北原義郎 横川：山本昌平 甚兵衛：中村錦司 天鬼：北見唯一 山脇：笹木俊志 客：小峰隆司 宮城幸生 蓑和田良太 泉好太郎 内藤康夫 畑中伶一 春藤真澄 浅田祐二 永居光男 加藤重樹 | 17.7%  |
| 13   | 5月3日       | 尼寺騒動、今日も怒りの桜島                                       | 八重：黒田福美 久慈慎之介：夏夕介 高島外記：亀石征一郎 おみつ：森岡いづみ 藤村薫 十字屋善右ヱ門：須藤健 桂秀尼：湖条千秋 久慈武右ヱ門：中村錦司 白川浩二郎 和歌林三津江 松浦：波多野博 赤坂由花 岡崎賢司 柾木良子 山田永二 中谷由香 | 18.5%  |
| 14   | 5月10日      | 悪虐の僧と添い寝の花一輪                                         | おこと：長山洋子 お加代：池波志乃 日経/小泉和馬：横光克彦 伊藤太郎兵衛：江並隆 十蔵：五味龍太郎 京屋文左衛門：溝田繁 お民：三浦徳子 勝野賢三 西山清孝 柴田善行 原田和彦 庄屋：遠山金次郎 番頭：泉好太郎 東孝 杉山幸晴 金沢秀信 小泉敏生 宮田守博 星野美恵子 神原千恵 岩本桐香                                                                                          | 12.5%  |
| 15   | 5月17日      | 五木の里、つむじ風吹く女人屋敷                                   | お藤：川中美幸 お万の方：大原ますみ 印南典膳：和崎俊哉 俵藤帯刀：成瀬正孝 松左衛門：牧冬吉 新橋伸介 中西勇太 鈴川法子 藤咲景子 上田一乃 細川純一 岡村嘉隆 木下通博 白井滋郎 高見裕二 松田吉博 小坂和之 笹木俊志 池田謙治 司裕介 藤長照夫 椿竜二 田辺ひとみ 勇家寛子 松島ゆみこ                                                                                         | 17.9%  |
| 16   | 5月24日      | お茶壺が女を泣かす鬼街道                                         | いね：甲斐智枝美 初太郎：倉田てつを かよ：川本チフミ 小田部主膳：出水憲 お蘭：久仁亮子 藤沢徹夫 矢部義章 有島淳平 疋田泰盛 武井三二 岡崎賢司 太宰由美子 朝倉めぐみ 不破四郎兵衛：深江章喜 神谷石州：鹿内孝 | 17.0%  |
| 17   | 5月31日      | 花嫁の首恋しや妖怪鬼八                                           | おとせ：森恵 鬼八：長江英和 おてつ：小野さやか 八重：芹沢直美 幽海：小沢象 神崎定九郎：原口剛 円城寺光臣：小沢一義 曽我廼家五九郎 彦六：楠年明 甚蔵：芝本正 豊川博子 円城寺正隆：伊庭剛 和田昌也 壬生新太郎 畑中伶一 稲泉智万 高見裕二 老婆の声：来宮良子 | 19.6%  |
| 18   | 6月21日      | 無理心中、娘十八怨み節!                                          | 伊集院図書：大木実 勘兵衛：江藤漢 小柳圭子 片岡あや子 八木隆 広瀬義宣 木谷邦臣 桂川京子 山本志寿世 松下あや子 桑田範子 保坂亜耶 お常の亭主：阿波地大輔 武藤洋行 庄治半左衛門：川浪公次郎 藩主：五十嵐義弘 内藤康夫 岩井田浩己 田井克幸 玉生賢司 | 18.0%  |
| 19   | 6月28日      | さらば三匹、消えた七番目の隠密                                   | 間宮林蔵：高橋英樹 土生玄碩：瑳川哲朗 権堂市之進：夏夕介 おとよ：木村弓美 おさと：吉沢梨絵 倉田健 金杉太朗 ハル・ゴールド 勝野賢三 原田和彦 真崎理 藤沢徹夫 福本清三 志茂山高也 峰蘭太郎 細川純一 石井洋充 泉好太郎 岩元左衛門尉：御木本伸介 林大炊頭：佐原健二 | 20.3%  |

### また又・三匹が斬る!（全21話）
| 話数 | 放送日        | サブタイトル                     | ゲスト出演者 | 視聴率 |
| ---- | ------------- | -------------------------------- | --- | ------ |
| 1    | 1991年4月11日 | 姫君の御毒見役、三匹参上!        | 岡部帯刀：長門裕之 関屋淡路守：佐久田修 妙姫：川本チフミ 堀田主水：名和宏 灰原頼母：二瓶正也 逸学：岩尾正隆 影山大膳：芝本正 山南総十郎：木谷邦臣 八汐路圭子 役人：峰蘭太郎 徳右衛門：有川正治 岡田洪志 家臣：有島淳平 茶店の爺：泉好太郎 廣島屋：西山清孝 河本忠夫 奔田陵 越坂英生 一之進：小坂和之 役人：壬生新太郎 家臣：川浪公次郎 家臣：山田良樹 | 13.3%  |
| 2    | 4月18日       | 男売ります、悲しき提灯奉行       | 田口又平：赤塚真人 雪江：芦川よしみ 大沢将監：睦五朗 お玉：笹森みみ 大沢格之進：草見潤平 谷口公洋 新六：中嶋俊一 井上紋十郎：五十嵐義弘 弥平：有島淳平 鏑木主膳：疋田泰盛 山崎半助：峰蘭太郎 加藤重樹 木下通博 | 13.9%  |
| 3    | 5月2日        | 出雲路は、騙し騙され白兎         | お蘭：川島なお美 作造：佐野浅夫 隠岐入道：青山良彦 角倉伝十郎：小沢象 山中弾正：中田浩二 保坂亜耶 富永佳代子 田辺ひとみ 小川しず穂 旅籠の番頭：遠山金次郎 漁師：畑中怜一 浪人：床尾賢一 浅田祐二 中村典子 役人：白井滋郎 泉好太郎 嶋広史 中西勇太 | 11.8%  |
| 4    | 5月9日        | 山陰道、女いのちの賞金稼ぎ       | お紋：風祭ゆき 月形刑部：鹿内孝 大河内外記：西田良 与三郎：有光豊 鳥越犬千代：武藤洋行 杢兵衛：岩城力也 新見：笹木俊志 滝野貴之 鳥越利久：波多野博 鳥越藩重臣：疋田泰盛 相良：武井三二 旅籠の主人：和田昌也 旅籠の女中：山越多江子 百姓：大矢敬典 百姓：東孝 庄屋：宮城幸生                                                                           | 16.7%  |
| 5    | 5月16日       | 悪の華、散らせて見せます美保の関 | 彩姫：伊藤智恵理 上野多門：坂上忍 大窪高範：勝部演之 大窪貞和：高川裕也 熊五郎：大前均 楓：久仁亮子 高木清庵：大木晤郎 清順：山下勝玄 登：渡辺慎也 青木哲也 重見成人 辰野：波多野博 やくざ：小船秋夫 役人：藤沢徹夫 修験者：司裕介 浪人：池田謙治 密偵：志茂山高也 石井洋充 松田吉博                                                                  | 15.5%  |
| 6    | 5月23日       | 伝説の、不老長寿の尼が行く       | 八百比丘尼/お袖：藤奈津子 和泉左馬之助：大門正明 善八/疾風の長兵衛：小林昭二 琴姫：湖条千秋 梢：牧野友弥 伴勇太郎 小峰隆司 猫目の清七：細川純一 小谷豪純 志茂山高也 小船秋夫 高見裕二 和歌林三津江 北村明男 | 14.3%  |
| 7    | 5月30日       | 妖怪見たか?丑の刻参りの女        | お菊：北原佐和子 青山播磨：頭師孝雄 青山狭霧：鈴鹿景子 青山勘兵衛：中村孝雄 辻順也 大井利江 役人：木谷邦臣 役人：藤沢徹夫 武井三二 藤咲景子 蓑和田良太 和歌林三津江 福永正憲 木村美季 瀬川梅三郎：坂東吉弥 | 18.2%  |
| 8    | 6月13日       | 寅の刻、お相手申す秘伝胡蝶流     | 結城新左衛門：石原良純 平田しずか：佐倉しおり 松永采女：深江章喜 下島監物：内田稔 平田左馬助：西沢利明 新田屋惣兵衛：森幹太 天堂十兵衛：有川正治 門馬隼人：武藤洋行 寺田早希 西村正樹 松永吉訓 島崎美樹 東孝 | 14.8%  |
| 9    | 6月20日       | 湯煙り血煙り、咲いた女の三度笠   | くれないお京：八代亜紀 染香：林美里 お光：武田京子 藤兵衛：藤岡重慶 脇坂軍太夫：黒部進 早乙女銀四郎：朝日完記 野土晴久 新橋伸介 巳之吉：福本清三 丑松：小峰隆司 藤兵衛の子分：勝野賢三 脇坂の配下：笹木俊志 脇坂の配下：司裕介 高見裕二 福永正憲 星野美恵子 やくざ：細川純一 川口由紀 鈴木栄司                                                        | 13.9%  |
| 10   | 7月11日       | 摩訶不思議、恋の行方と肉付面     | 榊小太郎：沖田浩之 おふう：松本友里 妙寛：多々良純 内藤頼母：御木本伸介 榊原将監：北原義郎 沖田敬之進：下塚誠 今村主膳：五味龍太郎 太田：芝本正 六角正義：大木晤郎 市兵衛：宮城幸生 原田和彦 真崎理 宮本権八郎：谷口孝史 浪人：司裕介 大迫英喜 及川潤                                                                                                 | 17.6%  |
| 11   | 7月18日       | 名物は、女体の浮いた露天風呂     | 大熊半兵衛：ケーシー高峰 お照：丸山秀美 酒井右京亮：浜田晃 河豚虎：丹古母鬼馬二 茂平次：徳田興人 綿貫：出水憲 小谷豪純 お兼：久仁亮子 酒井の配下：五十嵐義弘 池田謙治 石井洋充 床尾賢一 和田昌也 藤枝政巳 川鶴晃裕 山崎美香 神原千恵 西岡ちあき 窪田弘和                                                                                              | 16.0%  |
| 12   | 7月25日       | 幻の狐の嫁入り見て死んだ         | お糸：森恵 藤乃：遠藤真理子 山崎源之進：小倉一郎 神谷甚十郎：小林勝彦 戸上大膳：岩尾正隆 塚田孫兵衛：河合絃司 遠藤：木谷邦臣 大野：藤沢徹夫 三笠敬子 武田てい子 児玉博之 泉千夏 加藤貴子 越坂英生 浅田祐二 滝野貴之 杉山幸晴 | 15.3%  |
| 13   | 8月8日        | 鬼っ子が母と慕うはいかさま女     | お島：朝丘雪路 勘太郎：中山竜二（子役） 次郎太：うえだ峻 安藤帯刀：久富惟晴 中里の久六：長谷川弘 権八：小沢象 志茂山高也 堂本和也 泉好太郎 佐藤好広 内藤康夫 朝倉一 有島淳平 西山清孝 | 15.6%  |
| 14   | 8月22日       | 戸隠は、女郎の恨みか鬼女の花     | お雪：伊藤美紀 鈴木官兵衛：鈴木瑞穂 助五郎：森章二 鈴木弦之丞：伊藤高 村上典膳：浜伸詞 お福：豊川博子 三角八重 戸田：藤沢徹夫 吉次：峰蘭太郎 武左衛門：有島淳平 小船秋夫 浜田隆広 お松：鈴川法子 山本志寿世 桑田乃梨子 岩本麻未 増尾清美 富永佳代子 八幡沙織 奥田茂樹 勝見和也 壬生新太郎                                                             | 14.1%  |
| 15   | 8月29日       | お立会い!煮ても焼いても食えぬ奴  | 文吉/長次：西山浩司 お鶴の方：片山由香 綾姫：朝比奈順子 とめ：春やすこ 下津井玄斉/死神の半蔵：和崎俊哉 重の井：原田千枝子 竜庵：中村錦司 孫兵衛：笹木俊志 笹岡：疋田泰盛 蓑和田良太 役人：木谷邦臣 桂登志子 窪田弘和 藩主：白井滋郎 上野秀年 稲盛智万 加藤三彦 小船秋夫 高山結衣 田中祐介 田中直哉                                                    | 13.0%  |
| 16   | 9月5日        | 偽三匹、どんでん返しの離れ業     | 二宮監物：河原崎建三 小雪：坂上香織 大和屋徳左衛門：亀石征一郎 水森蔵人：宮口二郎 松坂：内田勝正 仁兵衛：浜村淳 野々村：堀田真三 染谷：広瀬義宣 長兵衛：溝田繁 和泉敬子 木下善太郎：木谷邦臣 小宮山多門：五十嵐義弘 原田和彦 遠山金次郎 田井克幸 佐々木紳二 林哲夫 山田永二 辻本晃良 松尾裕之 小谷浩三                                                | 18.4%  |
| 17   | 9月12日       | 首十両、日本一の韋駄天男!        | 新八/宮本新八郎：大橋吾郎 お菊/菊乃：太宰由美子 お涼：東千晃 鏑木軍太夫：草薙幸二郎 堀田精一郎：西田良 篠原敬之進：石井哉 笹倉半兵衛：溝田繁 金右衛門：丘路千 村田：峰蘭太郎 高石ふとし 庄助：勝野賢三 今井兵九郎：波多野博 矢部義章 鏑木兵馬：武井三二 小船秋夫 床尾賢一 柴田善行 滝野貴之 松田吉博 岩本麻未                                         | 18.4%  |
| 18   | 9月19日       | 妖刀乱魔!女の園で見た悪夢        | 一文字龍拓/小春：大場久美子 田原義信：沖田さとし 若狭：水原まき 稲葉俊寛：工藤堅太郎 武士：阿波地大輔 一文字龍拓：宮城幸生 夏山剛一 稲田龍雄 藤長照夫 西村正樹 杉山幸晴 太田和余 田辺ひとみ 谷綾子 矢部義章 松島ゆみこ 西山清孝 島崎美樹 甲斐るみこ 林沙弥佳                                                                                          | 13.0%  |
| 19   | 9月26日       | さすらいの 姫君悲し鬼街道        | 喜久姫：吉川十和子 小平次：山田隆夫 宝田玄蕃：田口計 郷右衛門：奥村公延 青柳：五味龍太郎 河合甚兵衛：芝本正 舟木：水上保広 勘五郎：小峰隆司 中間：細川純一 代官：波多野博 住職：蓑和田良太 | 17.5%  |
| 20   | 10月17日      | 献上の 茶壺に幽霊現われた!       | 忠次郎：坂上忍 おりん：藤本雪奈 今井茶久：上田忠好 服部図書：田中浩 武蔵屋伝兵衛：江幡高志 水野新十郎：出水憲 並木：栗原敏 三次：武藤洋行 河本忠夫 佐々木紳二 役人：司裕介 渡世人：池田謙治 壬生新太郎 和田昌也 杉山幸晴 川鶴晃裕 木村美季 小泉敏夫 山田永二 勘助：根上淳                                                                             | 16.7%  |
| 21   | 10月24日      | さらば三匹、今宵お命頂戴す!!     | お美代の方：神保美喜 中野石翁：御木本伸介 水野忠邦：石山律雄 お甲：湖条千秋 小吉：岡田一恭 日啓：坂田金太郎 寺下貞信 筑前守：中村錦司 鳥居甲斐守：有川正治 林忠英：大木晤郎 権堂：福本清三 徳川家斉：疋田泰盛 中野の配下：木下通博 桑田乃梨子 内藤康夫 占い師：遠山金次郎 稲泉智万 神先由佳 田中直哉                                                  | 19.6%  |

### 新・三匹が斬る!（全22話）
| 話数 | 放送日        | サブタイトル                                  | ゲスト出演者 | 視聴率 |
| ---- | ------------- | --------------------------------------------- | --- | ------ |
| 1    | 1992年7月9日  | 懸賞首、三つ揃って夢道中 90分スペシャル拡大枠 | おみくじ新之助：五木ひろし お紺：柏原芳恵 小百合：樹木希林 高山左内：石濱朗 木島主水：森次晃嗣 高山るい：川島美津子 鳥居甲斐守：北原義郎 山田朝右衛門：長谷川明男 伊勢屋喜兵衛：岩尾正隆 留三：丹古母鬼馬二 本堂：峰蘭太郎 泉：小峰隆司 伊勢屋番頭：藤沢徹夫 石出帯刀：疋田泰盛 権藤正雄 牢奉行配下：矢部義章 原田和彦 藤枝政巳 分寺裕美 前野有香 加藤三彦 腰元：鈴川法子 山田永二 川鶴晃裕 床尾賢一 石井洋充 浪路：緋多景子 | 14.7%  |
| 2    | 7月23日       | 妖怪の、美女に惚れたら命がけ                  | 玉絵：神保美喜 笹岡将監：亀石征一郎 お花：笹森みみ 平井甲兵衛：出水憲 忠助：中村錦司 半蔵：関根大学 結城屋徳右衛門：岡村嘉隆 民造：峰蘭太郎 三原亜矢 東孝 稲垣陽子 春藤真澄 原田和彦 保坂亜耶 窪田弘和 大野光世 高木友弘 田中彩 田中直哉 | 18.4%  |
| 3    | 8月6日        | 消えた女房、砂金地獄に咲いた花                | 与兵衛：佐野浅夫 貞：東てる美 お弓：武田京子 山名平蔵：小沢象 嘉兵衛：常泉忠通 安西伝八：石倉英彦 三沢：笹木俊志 斧次郎：藤沢徹夫 若駒太夫：豊川博子 太郎吉：武藤洋行 遊び人：細川純一 茶屋の亭主：有島淳平 旅の武士：白井滋郎 前川恵美子 役人：波多野博 | 15.3%  |
| 4    | 8月20日       | お相手申す、今宵限りの算盤剣法                | 草壁十左衛門：目黒祐樹 ふみ：林美里 本多帯刀：菅貫太郎 藤島左門：西田良 市之丞：伊庭剛 内藤左馬助：中嶋俊一 並木兵馬：土井健守 小五郎：中山竜二 太郎吉：西尾塁 みね：鈴川法子 与兵衛：疋田泰盛 百姓：蓑和田良太 上野聡子 人足：小坂和之 商人：遠山金次郎 富永佳代子 役人：木谷邦臣 | 14.9%  |
| 5    | 8月27日       | 牢破り、女一匹駄賃づけ                        | お政：一色彩子 留吉：赤塚真人 大岡作蔵：中村孝雄 中島源之丞：遠藤憲一 竜海坊：森幹太 羽黒屋幸兵衛：石山律雄 留吉の母：武田てい子 秋本甚十郎：笹木俊志 庄屋：疋田泰盛 原田和彦 三笠敬子 盗賊：木谷邦臣 盗賊の頭：小峰隆司 羽黒屋番頭：泉好太郎 役人：志茂山高也 小船秋夫 中西勇太 | 14.7%  |
| 6    | 9月10日       | 幸運の、汗かき阿弥陀が血を流す                | 与兵衛：垂水悟郎 お八重：中野みゆき 秋月白蓮：日向明子 道山：工藤堅太郎 西光：山内としお 石田頼母：小笠原弘 覚全：増田再起 平左衛門：溝田繁 大橋壮太 胴元：有川正治 百姓：司裕介 白蓮の家臣：矢部義章 柴田善行 遠山金次郎 和田昌也 橋爪：藤沢徹夫 百姓：藤長照夫 百姓：小坂和之 百姓：西山清孝 石原耕 小宮麗子 小谷浩三 | 19.7%  |
| 7    | 9月17日       | 座敷童子、見たか聞いたか百万両                | お花：森恵 綾乃：鈴鹿景子 多吉：深江卓次 赤井孫六：中田浩二 佐々木惣右衛門：牧冬吉 与平：大木晤郎 大村健次 川本チフミ 役人：勝野賢三 村雨の配下：西山清孝 内藤康夫 百姓：泉好太郎 稲垣陽子 和歌林三津江 山村嵯都子 渡辺慎也 村雨采女：河原崎建三 次郎兵衛：織本順吉 | 14.3%  |
| 8    | 10月15日      | 密造酒、飲んで飲まれて大作戦                  | 島崎右京：品川隆二 田宮兵庫：石橋雅史 太吉爺：庄司永建 貝塚：滝譲二 新助：多賀勝 与平：水上保広 とき婆：坂本和子 せのおともあり 田宮の配下：峰蘭太郎 役人：波多野博 富永佳代子 前川恵美子 河合綾子 浜田隆広 東孝 | 17.2%  |
| 9    | 10月22日      | 逃げた女、産めよふやせ悲しき子宝奉行          | 夏目三六：岡本信人 お松：伊藤智恵理 杉乃：風見章子 内山田監物：小林勝彦 川添丹波：井上高志 加東次：広瀬義宣 小倉力弥：谷口孝史 赤井三郎之助：武井三二 高見裕二 落合紋八郎：細川純一 藩主：白井滋郎 伊倉宏之 重伸幸 桂木麻智 西山寛 | 17.3%  |
| 10   | 10月29日      | 首一つ、賭けてみちのく影武者哀歌              | 小りん：二宮さよ子 岡田又八/井上左馬助：誠直也 井上景虎：成瀬正孝 三之丞：森章二 井上対馬守：北原将光 大谷左仲：河合絃司 杉本佳穂 景虎の配下：笹木俊志 景虎の用人：波多野博 桑田乃梨子 佐藤訓子 桂木麻智 高見裕二 松田吉博 加藤重樹 | 17.2%  |
| 11   | 11月19日      | 女一匹!わたしゃ闇の逃がし屋稼業               | おつな：赤座美代子 お初：片山由香 お梅：正司花江 小平次：武藤洋行 小堀半蔵：原口剛 安藤主膳：西田良 宇兵衛：芝本正 馬吉：北見唯一 捨五郎：佐川源治 逃がし屋一味：鈴川法子 役人：藤沢徹夫 河本忠夫 勇家寛子 南部藩士：波多野博 | 14.4%  |
| 12   | 11月26日      | 非情剣!これが噂のオオカミ男                   | おりき：朝丘雪路 五条小一郎：冨家規政 坂部重房：長谷川哲夫 琴江：武田京子 駒吉：多賀勝一 鏑木兵部：小沢象 大池唐十郎：出水憲 入江武敏 宿屋主人：和田昌也 加藤重樹 田井克幸 夏山剛一 奥野公一 浜崎涼子 富永礼子 | 16.0%  |
| 13   | 12月3日       | 松島や、義賊に惚れた花一輪                    | お房：東千晃 斉太郎：磯部勉 お小夜：田中雅子 原田監物：深江章喜 新兵衛：曽根晴美 五六蔵：森秀人 磯吉：土井健守 金五郎：長谷川弘 山崎：石倉英彦 小船秋夫 松島屋番頭：司裕介 蓑代ユキ 漁師：関根大学 浅田祐二 漁師：入江武敏 小谷浩三 漁師：畑中怜一 橘えりか 藤城亜矢子 | 18.1%  |
| 14   | 12月10日      | 金儲けの、イロハ指南に賭けた首                | 平吉：山田隆夫 雪江：北原佐和子 お類の方：遠藤真理子 三宅図書：和崎俊哉 大木頼母：玉川伊佐男 村田：木谷邦臣 山田権兵衛：疋田泰盛 庄屋：有島淳平 呉服問屋主人：遠山金次郎 役人：福本清三 白井滋郎 定之進：武井三二 川鶴晃裕 勝見和也 大矢敬典 竹村愛美 | 16.6%  |
| 15   | 12月17日      | 妖怪の、カッパ退治は美女と道づれ              | お絹：三浦リカ 石部春之進：南条弘二 兵藤軍太夫：浜田晃 了達：徳田興人 折尾吉郎 仁左衛門：結城市郎 岡田正典 浪人：志茂山高也 兵藤の配下：五十嵐義弘 滝野貴之 兵藤の配下：西山清孝 佐々木紳二 慈照：蓑和田良太 加藤貴子 守谷紘一 藤枝政巳 茶屋の亭主：壬生新太郎 杉山幸晴 百姓：山田良樹 善右衛門：青木義朗 | 17.7%  |
| 16   | 1993年1月14日 | さいはての恐山、津軽娘が死者を呼ぶ            | おいね：𠮷野真弓 お駒：日高久美子 米吉：広世克則 高村海洞：御木本伸介 堂内軍太夫：田中浩 玄蔵：中嶋俊一 豊川博子 安岡真智子 三笠敬子 加治春雄 津軽藩主：浜田雄史 千成屋：大木晤郎 吉川：木谷邦臣 住職：蓑和田良太 香住美也子 重見成人 松田吉博 田井克幸 石原耕 和美穂 紅かおる | 15.3%  |
| 17   | 1月21日       | 母恋し、狐涙の妖怪変化!                       | 鶴姫：相川恵里 藤本拓馬：加納竜 佐々木孝重：早川保 大西：中田浩二 松山若狭守：寺下貞信 高野唯之助：疋田泰盛 佐藤訓子 桂木麻智 河合綾子 佐々木の配下：細川純一 乱心した侍：藤沢徹夫 佐々木の配下：福本清三 佐々木の配下：峰蘭太郎 百姓：畑中伶一 門番：波多野博 江原政一 夏山剛一 日野山暢子 | 16.5%  |
| 18   | 1月28日       | 血槍舞い、死んで咲かせた忠義花                | 五郎八：河原さぶ 園絵：丸山秀美 菊岡伊織：沖田さとし 小池帯刀：原田清人 おふく：湖条千秋 伊予吉：広瀬義宣 金子：笹木俊志 伏見：朝日完記 勝見和也 加藤重樹 城代家老：疋田泰盛 橋本十内：白井滋郎 上野聡子 | 15.6%  |
| 19   | 2月4日        | 羽黒山、天狗も泣いた色と欲                    | お豊：友里千賀子 浦次：バズ 成田忠乗：常泉忠通 柴崎勘太夫：宮口二郎 才蔵：丹古母鬼馬二 サハロフ：ギアンナ・カラバイン 島岡：谷口孝史 久六：小峰隆司 吉野綾 和美穂 大村英 百姓：上野秀年 春藤真澄 町人：泉好太郎 鈴木修平 武田左内：青山良彦 | 16.1%  |
| 20   | 2月11日       | 越後路は、水燃え人燃え怨み節                  | お夏：柏原芳恵 茂平次：垂水悟郎 樋口民部：高城淳一 尾上菊之丞：石浜祐次郎 多田忠兵衛：有川正治 中津：五味龍太郎 左源太：木谷邦臣 富永佳代子 勧進元：大木晤郎 高橋弘志 百姓：東孝 百姓：藤長照夫 田井克幸 | 15.0%  |
| 21   | 2月18日       | 出雲崎、嘘を並べて唐丸破り                    | 捨蔵：ケーシー高峰 千草：川島美津子 榊原信吾：伊庭剛 尾形庄太夫：深江章喜 村田彦十郎：田中浩 島村：石倉英彦 奥野十兵衛：笹木俊志 片井孫次郎：峰蘭太郎 星野美恵子 林哲夫 西村龍弥 高見裕二 三角有季子 百姓：小坂和之 結城屋手代：波多野博 福中勢至郎 𠮷田輝生 | 17.3%  |
| 22   | 2月25日       | さらば三匹、死出の旅への王手飛車              | 小百合：樹木希林 生駒十三郎：深江卓次 生駒仁左衛門：松本朝生 石部帯刀：高野真二 大橋宗風：山本昌平 宗方大膳：高桐真 長次：井上茂 大黒屋：有島淳平 平沢藩主：白井滋郎 富永佳代子 佐藤好広 役人：志茂山高也 杉山幸晴 広岡正平 奥谷寿美子 藤枝政巳 山田永二 永山藩家臣：小船秋夫 供侍：大矢敬典 浪路：緋多景子 | 20.4%  |

### ニュー・三匹が斬る!（全17話）
| 話数 | 放送日          | サブタイトル                                          | ゲスト出演者                                                   | 視聴率 |
| ---- | --------------- | ----------------------------------------------------- | -------------------------------------------------------------- | ------ |
| 1    | 1993年 12月23日 | さらば千石、大江戸の烈風ついて早飛脚 スペシャル拡大枠 | 南田洋子 山本みどり 大橋吾郎 近藤洋介                          | 18.1%  |
| 2    | 1994年1月6日    | 女駆け込み寺にゃ魔物が棲んでいる!                     | 伊藤智恵美 山田吾一 赤塚真人 成瀬正孝 有川正治                 | 17.4%  |
| 3    | 1月13日         | 拝領の、お鷹で儲ける悪い奴                            | 島崎和歌子 森恵 山内としお 頭師佳孝 深江章喜                   | 15.5%  |
| 4    | 1月20日         | 先乗り源五、素っ首賭けた不義密通                      | 若林豪 高野真二 岩尾正隆                                       | 15.7%  |
| 5    | 1月27日         | 大騒動!富士の高嶺の御霊水                             | 北原佐和子 冨家規政 森章二                                     | 18.2%  |
| 6    | 2月10日         | 艶姿!度胸で渡す大井川                                 | 八代亜紀 西田良 福本清三                                       | 18.4%  |
| 7    | 2月17日         | 葵のご紋の印籠で関所破りの大盗賊!                     | 土屋嘉男 鹿内孝                                                | 14.1%  |
| 8    | 2月24日         | お伊勢参り、妖怪の正体見たり狐花                      | 品川隆二                                                       | 15.3%  |
| 9    | 3月3日          | 紀州旅、毒矢が狙ったお犬様                            | 遠藤真理子 御木本伸介                                          | 15.5%  |
| 10   | 3月10日         | 辻斬りが、好きな殿の紋所!                             | 坂上忍 友里千賀子 和崎俊哉 草川祐馬 野土晴久 岡村嘉隆          | 13.5%  |
| 11   | 3月17日         | 女ねずみ、不老長寿の秘薬が消えた!                     | 早川保                                                         | 17.2%  |
| 12   | 4月14日         | 四国八十八ヶ所、命を賭けた夫婦遍路                    | 海野圭子 鷲生功 遠藤憲一 立川三貴 沖田さとし 北川めぐみ 高桐真 | 10.7%  |
| 13   | 4月21日         | 欲ぼけ騒動!満月の夜に狸の恩返し                       | 中丸忠雄                                                       | 13.0%  |
| 14   | 5月5日          | 金毘羅代参、馬鹿は死ななきゃ治らない                  | 沖田浩之 森章二 原口剛                                         | 12.3%  |
| 15   | 5月12日         | 偽りの心中!鯨潮吹く土佐の海                           | 下川辰平 大沢逸美 森崎めぐみ 野土晴久                          | 10.3%  |
| 16   | 5月26日         | 秘境で会った七百年前の亡霊                            | 吉川十和子 武藤章生 深江卓次 亀石征一郎                        | 16.9%  |
| 17   | 6月2日          | 藍玉に、惚れた阿呆と盗る阿呆                          | 木の実ナナ 春やすこ 穂積隆信 江幡高志 石橋雅史 石田信之        | 16.2%  |

### 痛快・三匹が斬る!（全19話）
| 話数 | 放送日       | サブタイトル                                                  | ゲスト出演者 | 視聴率 |
| ---- | ------------ | ------------------------------------------------------------- | --- | ------ |
| 1    | 1995年4月6日 | 帰ってきた千石、刃傷松の廊下に踊る悪霊たち!? スペシャル拡大枠 | 芦屋雁之助 渡辺裕之 大場久美子 谷幹一 鹿内孝 ケーシー高峰 田中祐介 北原義郎 石山律雄 伊吹友木子 幸田宗丸 | 12.2%  |
| 2    | 4月20日      | 奥方借り、甲府流いじめの極意                                  | 北原佐和子 三ツ木清隆 橋本功 磯部勉 桂木麻智 | 8.0%   |
| 3    | 5月4日       | 信濃では、名物二つ鬼女とそば                                  | | 11.5%  |
| 4    | 5月11日      | 首コロリ、鬼と娘と破戒僧                                      | 八木小織 西田健 黒部進 武藤洋行 | 11.6%  |
| 5    | 5月18日      | 凶悪の里、愛しい女の紙風船                                    | 杉田かおる 垂水悟郎 成瀬正孝 森章二 | 9.2%   |
| 6    | 5月25日      | 赦免花、佐渡に横たう欲の川                                    | 三浦リカ 加藤純平 冷泉公裕 中田浩二 | 12.8%  |
| 7    | 6月1日       | 幻の五百両、子連れ幽霊大奮戦                                  | | 10.6%  |
| 8    | 6月8日       | 大陰謀!質素倹約楽じゃない                                     | | 9.3%   |
| 9    | 6月15日      | 夢か現か?千石と駆け落ち美女                                   | 井上高志 森次晃嗣 原田清人 有村つぐみ 松本朝生 岩尾正隆 | 8.9%   |
| 10   | 6月22日      | 偽姉弟、討って討たれて夢芝居                                  | 藤あや子 桂木麻智 曽根晴美 工藤堅太郎 | 10.6%  |
| 11   | 7月6日       | 黒髪の、乙女が叩く鬼太鼓!                                     | | 8.5%   |
| 12   | 7月13日      | 尼様の、仕組んだ騙りは天一坊                                  | | 9.8%   |
| 13   | 7月20日      | 夫婦旅、触らぬ葵に祟りなし                                    | | 9.1%   |
| 14   | 7月27日      | 湯女風呂の、俄か亭主に偽の公家                                | | 9.2%   |
| 15   | 8月3日       | 仰天、天女の水浴び夢じゃない                                  | 中丸忠雄 | 9.8%   |
| 16   | 8月10日      | 盗賊の、首を欲しがる因幡の白兎                                | 若林豪 若林久弥 中田博久 吉田真紀 石倉英彦 | 10.0%  |
| 17   | 8月17日      | 噂の女と千両疵                                                | 八代亜紀 大仁田厚 | 8.1%   |
| 18   | 8月24日      | 千石どり、裸踊りも厭やせぬ                                    | 初音：藤吉久美子 緒方平左衛門：高松英郎 有島準一郎：円谷浩 柳原秋保：中田浩二 徳兵衛：江藤漢 久賀大雅 有島淳平 上野秀年 波多野博 畑中伶一 相良瑠実子 蓑和田良太 細川純一 高橋弘志 藤枝政巳 八神辰之介 青木哲也 | 8.2%   |
| 19   | 8月31日      | 刺青の女達、旅の終わりの安来節                                | 太宰由美子 浜田晃 中村孝雄 塚本加成子 | 9.0%   |

## スタッフ

### 三匹が斬る!
- 制作：関口恭司（テレビ朝日）（第5話 - 第14話）
- プロデューサー：杉崎保（テレビ朝日）、深沢道尚、松平乘道（第4話以降は松平乗道表記）、亀岡正人（東映）
- 脚本：野上龍雄、小川英、胡桃哲、塙五郎、蔵元三四郎、佐藤五月、中島信昭、藤井邦夫、長坂秀佳、中原朗、志村正浩、猪又憲吾、国弘威雄
- 音楽：小林亜星
- 撮影：藤原三郎、平山善樹、渡辺貢、秋田秀継、宮西慶二郎、羽田辰治
- 美術：園田一佳、下石坂成典、塚本隆二、倉橋利韶
- 照明：渡辺喜和、岡本洋一、加藤平作、佐々木政一、赤松均
- 録音：矢部吉三、草川石文、田中峯生
- 整音：格畑学、浜口十四郎
- 編集：玉木濬夫、三宅弘
- 衣裳：米田稔、石倉元一
- 美粧：河田福司、Lions
- 結髪：水巻春江
- 装置：和田順吉、広瀬哲三、大八木登
- 装飾：極並浩史、山中忠知、窪田治、三木雅彦
- 小道具：高津商会
- 和楽：中本哲
- スチール：下村正利
- 特技：宍戸大全（第1話、第2話、第4話ほか）
- 擬斗：土井淳之祐（東映剣会）
- 助監督：久郷久雄、上杉尚祺、西垣吉春、渡辺譲（第11話・第12話は渡辺讓表記）、内沢豊、井上泰治
- 記録：牛田二三子、内藤幸子、藤原凪子、谷野和子
- 計測：西田圭司、山口鉄雄、林健作、茶谷章一
- 演技事務：石川正男（第4話は石川正雄表記）
- 広報担当：原孝彦（テレビ朝日）
- 進行主任：藤井雅朗
- 協力：東映京都俳優養成所（第7話 - 第21話）、国宝 彦根城（第3話、第8話、第17話）、京都 大覚寺（第3話、第6話ほか）
- 騎馬：岸本乗馬センター（第1話 - 第4話、第7話ほか）
- 制作協力：アイウエオ企画
- 監督：吉川一義、宮越澄、松尾正武、田中徳三、上杉尚祺
- 制作：テレビ朝日、東映

### 続・三匹が斬る!
- プロデューサー：杉崎保（テレビ朝日）、深沢道尚、松平乗道、田中憲吾（東映）
- 脚本：小川英、胡桃哲、井川公彦、和久田正明、藤井邦夫、中原朗、長坂秀佳、北川哲史、志村正浩、大野武雄、高橋稔、猪又憲吾、永井かおる
- 音楽：小林亜星
- 撮影：平山善樹、秋田秀継、水巻裕介、宮西慶二郎、羽田辰司、坂根省三
- 照明：安藤清人、赤松均、中山治雄、佐々木政一
- 録音：田中峯生、林𡈽太郎、矢部吉三、中沢光喜、堀池美夫
- 美術：塚本隆治、園田一佳、下石坂成典、佐野義和
- 整音：浜口十四郎
- 編集：三宅弘、玉木濬夫
- 衣裳：石倉元一
- 美粧・結髪：美粧ライオンズ
- 装置：和田順吉、林一男、木村倉次郎
- 装飾：長尾康久、渡辺源三、山中忠知
- 小道具：高津商会
- かつら：山崎かつら
- 和楽：中本哲
- スチール：下村正利、金井謹治、北脇克巳
- 特技：宍戸大全
- 擬斗：土井淳之祐、上野隆三（東映剣会）
- 助監督：平田博志、久郷久雄、上杉尚祺、内沢豊、萩原将司、五大院将貴
- 記録：谷野和子、藤原凪子、牛田二三子、中野保子、森村幸子
- 計測：西田圭司、林健作、小林啓二、清水洋策
- VTR編集：高見正和
- 演技事務：若林十一郎、石川正男、藤原勝、寺内文夫
- 広報担当：原孝彦（テレビ朝日）、松嶋弘正（テレビ朝日）
- 制作担当：藤井雅朗
- 協力：京都 大覚寺、京洛警察犬訓練所、若＆姫（松方弘樹の愛犬）（第5話）
- 騎馬：岸本乗馬センター
- 制作協力：アイウエオ企画
- 監督：宮越澄、上杉尚祺、久郷久雄、田中徳三
- 制作：テレビ朝日、東映

### 続続・三匹が斬る!
- プロデューサー：杉崎保（テレビ朝日）、深沢道尚、松平乘道、田中憲吾（東映）
- 脚本：小川英、井川公彦、志村正浩、藤井邦夫、杉昌英、和久田正明、中原朗、佐藤五月、北川哲史、鈴木則文、塙五郎、長坂秀佳
- 音楽：小林亜星
- 撮影：津田宗之、羽田辰治、赤塚滋、宮西慶二郎、井口勇
- 照明：赤松均、安藤清人、伊藤昭、吉井和夫、渡辺喜和
- 録音：林𡈽太郎、田中峯生、芝氏章、中沢光喜、平井清重
- 美術：下石坂成典、秋好泰海、今井高瑞、塚本隆治、山下謙爾、倉橋利韶
- 整音：浜口十四郎
- 編集：三宅弘
- 衣裳：石倉元一
- 美粧・結髪：東和美粧
- 装置：青木茂雄
- 装飾：極並浩史、渡辺源三、山中忠治
- 小道具：高津商会
- かつら：山崎かつら
- 和楽（第1話） → 和楽監修（第2話以降）：中本哲
- スチール：下村正利（第1話）
- 特技：宍戸大全
- 擬斗：土井淳之祐（東映剣会）
- 助監督：渡辺譲、南光、長岡鉦司、俵坂昭康、平野勝司、久郷久雄、内沢豊、渡辺譲
- 記録：黒川京子、藤原凪子、中嶋俊江、森村幸子、牛田二三子、田村佳美
- 計測：雨宮良朋（第1話）
- VTR編集：高見正和（第1話）
- 演技事務：佐浪正彦、村田玉郎
- 広報担当：松嶋弘正（テレビ朝日）
- 進行主任：長岡功、俵坂孝宏、西秋節生
- 現像：IMAGICA（第18話のみIMAGICA Lab.のロゴ表記）
- ロケ協力：呼子 松田屋（第1話 - 第3話）、国宝 姫路城（第1話）、京都 北野天満宮（第1話）、菊南温泉観光ホテル（第4話、第6話）、阿蘇観光ホテル（第5話、第15話）、佐賀東急イン（第7話）、京都 大覚寺、別府 花ホテル あしや（第8話 - 第10話）、ニシノホテル（第11話 - 第13話）、宮崎グランドホテル（第14話、第16話）
- 騎馬：岸本乗馬センター
- 協力：東映京都俳優養成所（第2話 - 第19話）
- 制作協力：アイウエオ企画
- 監督：宮越澄、上杉尚祺、江崎実生、荒井岱志
- 制作：テレビ朝日、東映

### また又・三匹が斬る!
- プロデューサー：杉崎保（テレビ朝日）、深沢道尚、松平乘道、田中憲吾（東映）
- 脚本：塙五郎、和久田正明、藤井邦夫、小川英、猪又憲吾、長坂秀佳、鈴木則文、胡桃哲
- 音楽：小林亜星
- 撮影：赤塚滋、井口勇、羽田辰治
- 美術：秋好泰海、佐野義和、塚本隆治、稲野実、下石坂成典
- 照明：伊藤昭、赤松均、吉井和夫、加藤平作
- 録音：田中峯生、伊藤宏一、中沢光喜、西村良、生水俊行
- 編集：三宅弘
- 助監督：森本浩史、渡辺譲、南光、俵坂昭康、平田博志、内沢豊
- 装置：林一男、青木茂雄、広瀬哲三
- 装飾：宮村敏正、西川由紀夫、極並浩史、平田俊明
- 小道具：高津商会
- 衣裳：石倉元一
- 美粧・結髪：東和美粧
- かつら：山崎かつら
- 和楽監修：中本哲
- 特技：宍戸大全
- 擬斗：土井淳之祐（東映剣会）
- 記録：藤原凪子、田村佳美、中嶋俊江、黒川京子、牛田二三子
- 整音：浜口十四郎
- 演技事務：石川正男、寺内文夫
- 広報担当：松嶋弘正（テレビ朝日）
- 進行主任：俵坂孝宏、宇治本進、西秋節生
- 現像：IMAGICA
- ロケ協力：京都 大覚寺
- 騎馬：岸本乗馬センター
- 協力：東映太秦映画村
- 制作協力：アイウエオ企画
- 監督：荒井岱志、田中徳三、宮越澄、上杉尚祺、江崎実生
- 制作：テレビ朝日、東映

### 新・三匹が斬る!
- プロデューサー：杉崎保（テレビ朝日）、深沢道尚、松平乘道、田中憲吾（東映）
- 脚本：藤井邦夫、和久田正明、塙五郎、佐藤五月、猪又憲吾、鈴木則文、小川英、長坂秀佳、井川公彦
- 音楽：小林亜星
- 撮影：羽田辰治、藤井秀男、坂根省三、宮西慶二郎、赤塚滋、津田宗之、井口勇、北坂清
- 美術：野尻均、栗崎元成、梅田千代夫、山下謙爾、園田一佳
- 照明：伊藤昭、𠮷井和夫、赤松均、金子凱美、加藤平作
- 録音：堀池美夫、西村良、田中峯生、中沢光喜、平井清重、芝氏章
- 編集：三宅弘、玉木濬夫
- 助監督：五大院将貴、内沢豊、渡辺譲、俵坂昭康、久郷久雄、萩原将司、平田博志
- 装置：林一男、広瀬哲三、和田順吉、太田正二、青木茂雄
- 装飾：山中忠知、平田俊昭、窪田治、西川由紀夫、渡辺源三
- 小道具：高津商会
- 衣裳：石倉元一、古賀博隆
- 美粧・結髪：東和美粧、美粧ライオンズ（第5話、第6話）
- かつら：山崎かつら
- 和楽監修：中本哲
- スチール：荒川大介（第10話 - 第22話）
- 擬斗：土井淳之祐（東映剣会）
- 記録：牛田二三子、藤原凪子、黒川京子、田村佳美、中嶋俊江、田中美佐江
- 整音：浜口十四郎
- 演技事務：石川正男、西嶋勇倫、田中孝宏
- 広報担当：松嶋弘正（テレビ朝日）
- 進行主任：西秋節生、宇治本進、清水光作
- 現像：IMAGICA
- ロケ協力：松月花 松風、福井県・高浜町、福井県・高浜水産振興会（第10話、第11話）、京都 大覚寺（第1話 - 第20話、第22話）、国宝 姫路城（第1話、第22話）、御室 仁和寺（第14話、第17話、第18話）
- 騎馬：岸本乗馬センター
- 協力：東映太秦映画村、大阪動物プロダクション（第17話）
- 制作協力：アイウエオ企画
- 監督：上杉尚祺、宮越澄、西垣𠮷春、松尾正武、田中徳三、関本郁夫、江崎実生、荒井岱治（荒井岱志）、牧口雄二
- 制作：テレビ朝日、東映

### ニュー・三匹が斬る!
- プロデューサー：杉崎保（テレビ朝日）、深沢道尚、松平乘道、亀岡正人（東映）
- 脚本：塙五郎、小川英、志村正浩、鈴木則文、藤井邦夫、長坂秀佳
- 音楽：小林亜星
- 整音：浜口十四郎
- 編集：三宅弘
- 衣裳：石倉元一、古賀博隆
- 美粧・結髪：東和美粧
- 小道具：高津商会
- かつら：山崎かつら
- 和楽監修：中本哲
- 特技：宍戸大全
- 擬斗：土井淳之祐（東映剣会）
- 現像：IMAGICA
- ロケ協力：京都 大覚寺
- 騎馬：岸本乗馬センター
- 協力：東映太秦映画村
- 制作協力：アイウエオ企画
- 監督：宮越澄、牧口雄二、松尾正武、荒井岱志、関本郁夫、西垣吉春
- 制作：テレビ朝日、東映

### 痛快・三匹が斬る!
- プロデューサー：和佐英彦（テレビ朝日）
- プロデューサー：深沢道尚、松平乘道、田中憲吾（東映）
- 脚本：塙五郎、和久田正明、藤井邦夫、長坂秀佳、鈴木則文
- 音楽：小林亜星
- 撮影：坂根省三ほか
- 照明：赤松均ほか
- 録音：堀池美夫ほか
- 編集：玉木濬夫
- 美術：秋好泰海ほか
- 助監督：渡辺謙ほか
- 記録：田村佳美ほか
- 整音：浜口十四郎
- VTR編集：高見正和
- CG：近藤晶子
- 装置：太田正二
- 装飾：極並浩史
- 衣裳：石倉元一
- 演技事務：田中孝宏
- 擬斗：上野隆三（東映剣会）
- 美粧・結髪：東和美粧
- かつら：山崎かつら
- 小道具：高津商会
- 和楽監修：中本哲
- 舞踊振付：藤間紋藏
- 進行主任：佐藤鋼太
- 広報担当：牧野秀幸（テレビ朝日）
- 現像：IMAGICA
- 騎馬：岸本乗馬センター
- ロケ協力：京都 大覚寺
- 協力：東映太秦映画村、東映CG制作室
- 監督：松尾正武、上杉尚祺、田中徳三、池添博、岡本郁夫、平田博志
- 制作：テレビ朝日、東映

## 映像媒体
- 三匹が斬る! DVD-BOX  発売日：2010年3月12日
- 続・三匹が斬る! DVD-BOX  発売日：2010年6月11日
- 続続・三匹が斬る! DVD-BOX  発売日：2010年8月6日

## 音楽
- 東映傑作TVシリーズ 三匹が斬る！ オリジナルサウンドトラック  発売日：2000年5月24日

## リニューアル版
『三匹が斬る!』のタイトルで、2002年4月15日から2002年6月24日まで放送された。全11回。放送時間は毎週月曜19:00 - 19:54。
また、極楽役の内藤剛志が撮影中に足を負傷したためシリーズ途中から最終回直前まで出演出来ないというアクシデントがあり、代役として花村主水というキャラクターを登場させるなどの試行錯誤も見られた。

### キャスト
- 青柳 琢馬（あおやぎ たくま）通称「若大将」：高嶋政伸
- 左文字 右京（さもんじ うきょう）通称「極楽」：内藤剛志
- 結城 半兵衛（ゆうき はんべえ）通称「先生」：小林稔侍
- お玉：山田まりや
- 花村 主水（はなむら もんど）通称「すっぽん」：光石研

### スタッフ
- プロデューサー：佐藤涼一、大川武宏（テレビ朝日）、橋本新一、上阪久和（東映）
- 脚本：深沢正樹、ちゃき克彰
- 音楽：泰英二郎
- CG制作：東映デジタルフィルム
- プロデューサー補：横塚孝弘
- 監督：上杉尚祺、森本浩史、吉田啓一郎
- 制作：テレビ朝日、東映

### サブタイトル・リスト
| 話数 | 放送日  | サブタイトル                                        | ゲスト出演者 |
| ---- | ------- | --------------------------------------------------- | --- |
| 1    | 4月15日 | 痛快! 世直し旅 母の涙と嘘と百両騒動!                | お光：野川由美子 千代：立花実里 作次：嘉島典俊 村尾辰之進：山口馬木也 原田政十郎：藤沢徹夫 戸塚左門：谷口高史 備前屋：岩尾正隆 |
| 2    | 4月22日 | 出たぞ! もののけ! 怪奇の森 決死の女と幽霊藩主の謎!? | およし：藤真利子 草薙民部：深水三章 綾乃：林美穂 奥平嘉一郎：尾崎右宗 土井頼次：本城丸裕 浅田祐二 朝倉軍太夫：成瀬正孝         |
| 3    | 4月29日 | 対決!! 三匹VS女三匹!! 旅一座! 美人姉妹の裏稼業!?    | 石野真子 中里博美 小高早紀 小林健 井上高志 藤原喜明 伊藤敏八 井上博一                                                          |
| 4    | 5月6日  | 相模路は酒と涙と恋の町 消えた二人! 駆け落ちの罠!    | おとせ：丘みつ子 清之助：大柴邦彦 惣兵衛：河原崎建三 お夏：井元由香 良庵和尚：六平直政 寅五郎：遠山俊也                        |
| 5    | 5月13日 | 出たぞ!山賊!! 湯気の中 箱根八里で鬼退治!?           | 山本未来 荻島真一 内田勝正 草薙良一 赤星昇一郎 関根大学                                                                        |
| 6    | 5月20日 | 狙われた「まゆ玉娘」!? 花嫁衣装に涙の刃!            | おみよ：大河内奈々子 甲州屋仙右衛門：ベンガル 勝沼の富造：唐渡亮 佐吉：高岡蒼佑 安次：笠原秀幸 鬼造：丹古母鬼馬二 田口主将     |
| 7    | 5月27日 | 危機一髪! 罠に掛かった三匹!? 夫婦逃亡者と密書の謎!? | 辰吉：松澤一之 おしま：阿知波悟美 隆蔵：草薙良一 帯刀章吾：中山仁                                                              |
| 8    | 6月3日  | 襲われた花嫁行列! お家騒動の報酬は千両!?            | 遠野凪子 坂上二郎 伊藤孝雄 水谷ケイ ひかる一平 小林千晴                                                                        |
| 9    | 6月10日 | 神隠し! 秘密を知った娘!咲いて悲しい母子草           | 涼風真世 井上結菜 堤大二郎 鶴田忍 佐藤正宏 原久美子 武野功雄 岳美 片桐竜次 渡瀬恒彦                                            |
| 10   | 6月17日 | 舞い戻った色男!! 浜名湖は恋と花火と蒲焼の味!!       | 洞口依子 宇梶剛士 佐々木 重松収 岩尾正隆 斉藤レイ 田中哲司                                                                     |
| 11   | 6月24日 | 絶体絶命!! さらば三匹 埋蔵金一万両の大決戦!!        | 小嶺麗奈 八木小織 新克利 中原丈雄 伊藤高 中西良太                                                                              |

### 主題歌
- 追い風マークII（キンモクセイ、BMG JAPAN）

## 再放送・その他
- BS朝日の「ドラマ3枠」でオリジナル版が度々再放送されている。また、再放送欠番の回がいくつか存在する（第1シリーズ第1話・第5話・第10話・第21話※、第2シリーズ第1話※、第3シリーズ第1話※、第5シリーズ第1話※ほか）。※はスペシャル拡大回。なお、DVD-BOXが発売されている第3シリーズまでは再放送欠番を含む全ての回が収録されている。
- 時代劇専門チャンネルでも度々再放送されている。

## ネット配信
- 2021年11月26日から、YouTube「東映時代劇YouTube」の「据置枠」で、オリジナル版第1シリーズの第1話と第2話が配信されている。